# Mustela nudipes
La donnola dai piedi nudi (Mustela nudipes Desmarest, 1822) è un carnivoro della famiglia dei Mustelidi.

## Descrizione
La specie deve il nome al fatto di avere le palme dei piedi completamente prive di peli, caratteristica, tuttavia, che si riscontra anche nella donnola dal dorso striato. Il colore del manto varia dal bruno-rossastro al grigio chiaro; la testa è molto più chiara rispetto al resto del corpo, quasi biancastra. La donnola dai piedi nudi ha una lunghezza testa-corpo di 30–36 cm e una coda di 24–26 cm.

## Distribuzione e habitat
Questa specie è originaria del Sud-est asiatico; il suo areale comprende la penisola malese e le isole di Sumatra e del Borneo. Le sue abitudini di vita sono sconosciute, ma probabilmente non si discostano da quelle delle altre donnole. Si tratterebbe quindi di un abile predatore dalle abitudini solitarie che si nutre di piccoli mammiferi e di altri animali.

## Tassonomia
Gli studiosi riconoscono due sottospecie:
- M. n. nudipes Desmarest, 1822 (Penisola malese e Borneo);
- M. n. leucocephalus Gray, 1865 (Sumatra).

## Conservazione
La donnola dai piedi nudi dovrebbe essere ancora relativamente comune, e pertanto non figura tra le specie in via di estinzione.